# Tu (chanson d'Umberto Tozzi)
Clip vidéo
[vidéo] « Tu (audio) », sur YouTube
Tu est une chanson du chanteur italien Umberto Tozzi parue en 1978. C'est l'une de ses chansons les plus célèbres.

## Composition
La chanson est écrite par Umberto Tozzi et Giancarlo Bigazzi. L'enregistrement a été produit par Giancarlo Bigazzi.

## Accueil commercial
La chanson a été no 1 en Italie à l'été 1978.

## Classements
| Classement (1978)            | Meilleure position |
| ---------------------------- | ------------------ |
| Autriche (Ö3 Austria Top 40) | 5                  |
| Allemagne (Media Control AG) | 17                 |
| Italie                       | 1                  |
| Suisse (Schweizer Hitparade) | 11                 |

## Utilisation dans d'autres œuvres
- 2021 : dans le film Mes frères et moi.